# Таёжный крифал
Таёжный крифал (лат. Cryphalus saltuarius) — вид жуков из семейства короедов.

## Описание
Жуки длиной 1,73-1,98 мм темно-коричневой или чёрной окраски. Самки немного крупнее самцов. Булава усиков с тремя изогнутыми швами, с грубыми и длинными щетинками. Жгутик усика состоит из четырёх члеников. На скате переднеспинки менее 54 выступов. Щиток маленький, почти без щетинок. Бороздки на надкрыльях видны только в виде рядов коротких волосковидных щетинок. У самок восьмой стернит сильно редуцирован или отсутствует.

## Биология
Питается преимущественно на ели, из других кормовых растений упоминаются на пихта, сосна и можжевельник. Атакует преимущественно ослабленные, но все ещё живые растения. В Северной Европе может развиваться в течение двух лет.

## Распространение
Горно-бореальный вид. Встречается в Европе, Сибири, Дальнем Востоке и Китае.